# Ton
Masseenheden ton (symbol t) er lig 1.000 kg.
Ton er ikke en SI-enhed, men accepteret til brug i SI-systemet, hvor den systematiske benævnelse er megagram (Mg).

## Internationalt
Internationalt anvendes andre ton-enheder, blandt andet:
- En UK-ton eller long-ton, som anvendes i England, svarende til 1.016 kg.
- En short-ton, som anvendes i USA, svarende til 907,18 kg.

## Anvendelse
Måleenheden ton bruges til registrering af tunge enheder, blandt andet ved transport af gods på lastbiler, skibe etc.
Deplacements-målinger af skibe foretages i ton.